# Max Henríquez Ureña
Maximiliano Adolfo Henríquez Ureña (16 de noviembre de 1885 - 23 de enero de 1968) fue un escritor, poeta, profesor y diplomático dominicano. Hijo de Francisco Henríquez Carvajal  y Salomé Ureña. Tras haberse recibido de Bachiller en Ciencias y Letras en Santo Domingo, bajo la orientación del profesor y poeta Emilio Prud'Homme, su padre lo envió a la ciudad de New York a continuar los estudios universitarios. En Cuba, país al que arribó luego de su estadía en Norteamérica y donde residió durante muchos años, obtuvo el título de Doctor en Filosofía y Letras.En 1953 dejó la carrera diplomática y estableció residencia en La Habana, Cuba, donde impartió clases en la Universidad de Villanueva. Cuando la Revolución Cubana triunfó se trasladó a Puerto Rico e impartió clases en la Universidad de Río Piedras. Cuando cayó el régimen de Trujillo, regresó a la República Dominicana en 1962.
En el campo de la literatura realizó un gran aporte al estudio de las letras dominicanas. Su poesía era de estilo modernista. Colaboró con varias revistas y periódicos de diversos países hispanoamericanos. Fundó y dirigió las revistas Cuba Literaria y Archipiélago. Entre sus obras se encuentran: Los Estados Unidos y la República Dominicana (1919); Panorama de la República Dominicana (1935); Hermano y Maestro (1950); Pedro Henríquez Ureña: Antología (1950); Mi Padre: Perfil Biográfico de Francisco Henríquez y Carvajal (1988).

## Viajes y reconocimientos
Tuvo fama de gran orador y de excelente conferenciante y al igual que su hermano Pedro Henríquez Ureña viajó por los Estados Unidos, México, Argentina, Brasil y Puerto Rico, compartiendo sus conocimientos humanísticos con el resto de Hispanoamérica. Fue profesor de literatura de la Escuela Normal para Maestro de Santiago de Cuba, director del Ateneo y de la Academia de Derecho González Lanuza, de Santiago de Cuba, miembro de número de la Academia Nacional Cubana de Artes y Letras, ministro plenipotenciario de la República Dominicana en Londres y en Washington, secretario de Estado de Relaciones Exteriores, superintendente general de Enseñanza, secretario de Estado de Interior y Policía, miembro de la Academia Dominicana de la Lengua, miembro correspondiente de la Academia Mexicana de la Lengua, conferencista de la Facultad de Filosofía de la Universidad Federal de Río de Janeiro y profesor de la Universidad Autónoma de Santo Domingo y de la Universidad Nacional Pedro Henríquez Ureña hasta el momento de su muerte.

## Investigaciones
Sus estudios e investigaciones acerca de la cultura y de la literatura de la América Hispana comprenden varios volúmenes, destacándose entre ellos: Panorama histórico de la literatura dominicana, Panorama histórico de la literatura cubana y Breve historia del Modernismo. Vivió muchos años en Cuba y gran parte de sus escritos están dedicados al estudio de la cultura y de la literatura de esa isla caribeña. 

## Muerte
Murió en Santo Domingo el 23 de enero de 1968. Murió de un ataque severo en el corazón.

## Obras
- Ánforas, Imprenta de la Viuda de Montero. 1914.
- La combinación diplomática. 1916.
- Rodó y Rubén Darío. 1918.
- El ocaso del dogmatismo literario. 1919.
- Los Estados Unidos y la República Dominicana. 1919.
- Tablas cronológicas de la literatura cubana. Ediciones Archipiélago, 1929.
- Fosforescencias. Ediciones Archipiélago, 1930.
- El retorno de los galeones (bocetos hispánicos). Editorial Renacimiento, 1930.
- Panorama de la República Dominicana. 1935.
- Les influences Francaises sur la poésie Hipano-Americaine. Institut de Etudes Americaines, 1938.
- El Continente de la Esperanza. 1939.
- La independencia efímera, Fernand Sorlot. 1938.
- La conspiración de los Alcarrizos. Sociedad Intrustrial de Tipografía, 1941.
- Poetas cubanos de expresión francesa. Revista Iberoamericana, 1941.
- El Arzobispo Valera. Fundacao Romao de Mattos Duarte, 1944.
- Panorama histórico de la literatura dominicana. Río de Janeiro: Companhia Brasileira de Artes Gráficas, 1945.
- Cuentos insulares: cuadros de la vida cubana. Buenos Aires: Editorial Losada, 1947.
- Pedro Henríquez Ureña: antología. Ciudad Trujillo, Librería Dominicana, 1950.
- El ideal de los trinitarios. Edisol, 1951.
- Episodios dominicanos. (1951).
- Garra de luz. Organización Nacional de Bibliotecas Ambulantes y Populares, 1958.
- El retorno de los galeones; Breve historia del modernismo. Ciudad México: Fondo de Cultura Económica, 1960.
- De Rimbaud a Pasternak y Quasimodo: ensayos sobre las literaturas contemporáneas. Ciudad México: Fondo de Cultura Económica, Tezontle, 1960.
- Panorama histórico de la literatura cubana. La Habana: Ediciones Mirador, 1963.
- Breve historia del modernismo. Ciudad México: Fondo de Cultura Económica, 1964.
- Episodios dominicanos (novelas), Sociedad Dominicana de Bibliófilos, 1981.
- Obras y Apuntes, 28 tomos, Ediciones de la Secretaría de Estado de Cultura, Santo Domingo, 2008.
- Mi padre. Perfil Biográfico de Francisco Henríquez y Carvajal. Santo Domingo: Feria del Libro, 1988.
- Mi padre. Perfil Biográfico de Francisco Henríquez y Carvajal. Edición corregida y aumentada. Santo Domingo: Ediciones Cielonaranja, 2011.